# جوردي غارسيا بينتو
جوردي غارسيا بينتو (بالإسبانية: Jordi García Pinto)‏ هو لاعب غولف إسباني، ولد في 14 فبراير 1990 في غيرونا في إسبانيا.

## وصلات خارجية
- جوردي غارسيا بينتو على موقع رابطة أوروبا للاعبي الغولف المحترفين (الإنجليزية)
- جوردي غارسيا بينتو على موقع التصنيف العالمي الرسمي للغولف (الإنجليزية)